# Mężczyzna z sokołem
Mężczyzna z sokołem (wł. Ritratto d'uomo con falcone) – portret renesansowego włoskiego malarza Tycjana, znajdujący się w zbiorach Joslyn Art Museum w amerykańskim mieście Omaha.
Obraz przedstawia mężczyznę w stroju myśliwskim trzymającego w dłoniach sokoła. U jego boku siedzi pies spoglądający na ptaka. Mężczyzna z dużą uwagą spogląda na zwierzę, jego twarz jest skupiona i pełna zaangażowania. Według niektórych historyków sztuki sportretowaną postacią jest Giorgiono Cornaro (brat królowej Cypru) lub Francesco Marii della Rovere, książę Urbino.